# دراسة دولية لتمدد الأوعية الدموية تحت العنكبوتية
كانت الدراسة الدولية لتمدد الأوعية الدموية تحت العنكبوتية (ISAT) عبارة عن تجربة طبية إكلينيكية كبيرة متعددة المراكز معشاة حيث كانت تقارن سلامة وكفاءة العلاج بإدخال لفافة في الأوعية الدموية والتثبيت الجراحى لعلاج تمدد الأوعية الدموية في الدماغ. وبدأت الدراسة في عام 1994. ونشرت النتائج الأولية في مجلة لانست (The Lancet) عام 2002، ثم نشرت بيانات السنوات العشر مرة أخرى في مجلة لانست في أوائل شهر سبتمبر عام 2005. وضمت الدراسة 2143 مشاركًا كان أغلبهم من مستشفيات المملكة المتحدة والبقية من مستشفيات أمريكا الشمالية وأوروبا.
توصلت الدراسة إلى نتائج أفضل للعلاج بإدخال لفافة في الأوعية الدموية مقارنةً بالتثبيت الجراحي، ومع ذلك شككت دراسات لاحقة في هذه النتيجة. وكانت الدراسة محل انتقاد من قبل العديد من الإكلينكيين ولم تحظَ بقبول جيد لدى الجراحين. وكانت الانتقادات الأولية متعلقة بقابلية تعميم مجموعات المرضى في الدراسة إلى نطاق أوسع من الناس، إلى جانب بعض الشكوك بإمكانية تحرك اللفافة على المدى الطويل.

## تخطيط الدراسة ونتائجها
كانت الدراسة الدولية لتمدد الأوعية الدموية تحت العنكبوتية (ISAT) تهدف إلى قياس النتائج لدى المرضى المصابين بتمدد الأوعية الدموية الدماغية لمدة شهرين وكذلك لمدة اثني عشر شهرًا عن طريق استخدام مقياس رانكين. وتم ايقاف تلك الدراسة عام 2002 بعد أن وجدت لجنة الرقابة زيادة في نسبة المضاعفات أثناء العلاج بالتثبيت مقارنةً بالعلاج عن طريق إدخال اللفائف في الأوعية الدموية.

## النقد
كانت الدراسة الدولية لتمدد الأوعية الدموية تحت العنكبوتية (ISAT) محل انتقاد بسبب العديد من العوامل، معظمها متعلق بعشوائية انتقاء المرضى من السكان. وكان متوسط عمر المرضى من صغار السن، ومعظمهم كان يعاني من تمدد في الأوعية الدموية أقل من 10 ملم وفي الدورة الدموية الأمامية. كما أن أفراد العينة العشوائية من المرضى في الدراسة الدولية لتمدد الأوعية الدموية تحت العنكبوتية (ISAT) كانوا أصغر سنًا في المتوسط عن النسبة العشوائية المأخوذة من المرضى المصابين بنزيف تحت العنكبوتية في الولايات المتحدة واليابان. وردًا على هذه الانتقادات، قارنت إحدى المنشآت المشاركة في الدراسة بين النتائج الإكلينيكية لمرضاها الذين لم يقع عليهم الاختيار للدراسة وبين الذين شاركوا في الدراسة. وقد رصدوا حدوث نتائج مشابهة لنتائج الدراسة الدولية لتمدد الأوعية الدموية تحت العنكبوتية.

## تحليلات تابعة
على الرغم من أن التحليل الأولي لهذه الدراسة يبدو لصالح العلاج بإدخال اللفائف في الأوعية الدموية في مواجهة التثبيت الجراحي المجهري، الا ان تحليل لاحق شكك في هذا الاستنتاج، حيث تم رصد حدوث زيادة في معدل ارتجاع تمدد الأوعية الدموية. وقد توصل تحليل تالٍ من جامعة جونز هوبكنز نشر في مجلة جراحة الأعصاب (Neurosurgery) إلى أنه «لا يوجد توافق واضح على هاتين الدراستين أو على 45 دراسة رصد متضمنة فيهما.»
توضح البيانات الحديثة الصادرة من مجموعة الدراسة الدولية لتمدد الأوعية الدموية تحت العنكبوتية في مارس عام 2008 أن ارتفاع معدل ارتجاع تمدد الأوعية الدموية يرتبط أيضًا بارتفاع معدل تكرار النزيف، ويظهر في هذه الدراسة أن معدل تكرار النزيف نتيجة تمدد الأوعية الدموية المعالجة باستخدام اللفافة أعلى 8 مرات من تكرار تمدد الأوعية الدموية المعالجة بالتثبيت. وقد استنتج مؤلفو الدراسة الدولية لتمدد الأوعية الدموية تحت العنكبوتية أنه «عند علاج تمزق تمدد الأوعية الدموية لا يمكن افتراض وجود فائدة من انصمام اللفافة تزيد عن ربط وإصلاح جدار الأوعية الدموية لدى المرضى الذين تقل أعمارهم عن 40 عامًا.» وشككت دراسات لاحقة في استنتاجات الدراسة الدولية لتمدد الأوعية الدموية تحت العنكبوتية بشكل مباشر. ويستند هذا الاستنتاج على عدد من الافتراضات المنهجية، كما قام مؤلفون آخرون بالتحذير من استخدام هذه الدراسة على عينة عشوائية أخرى من المرضى.
من الواضح أنه على الرغم من ارتباط العلاج بإدخال اللفائف في الأوعية الدموية بفترة تعافي أقل مقارنة بالتثبيت الجراحي، فإنه يرتبط أيضًا بمعدل تكرار للإصابة أعلى بكثير بعد العلاج. أما البيانات طويلة الأجل عن حالات تمدد الأوعية الدموية التي لم يحدث فيها تمزق، فلا تزال قيد التجميع.